# Henry G. Stebbins

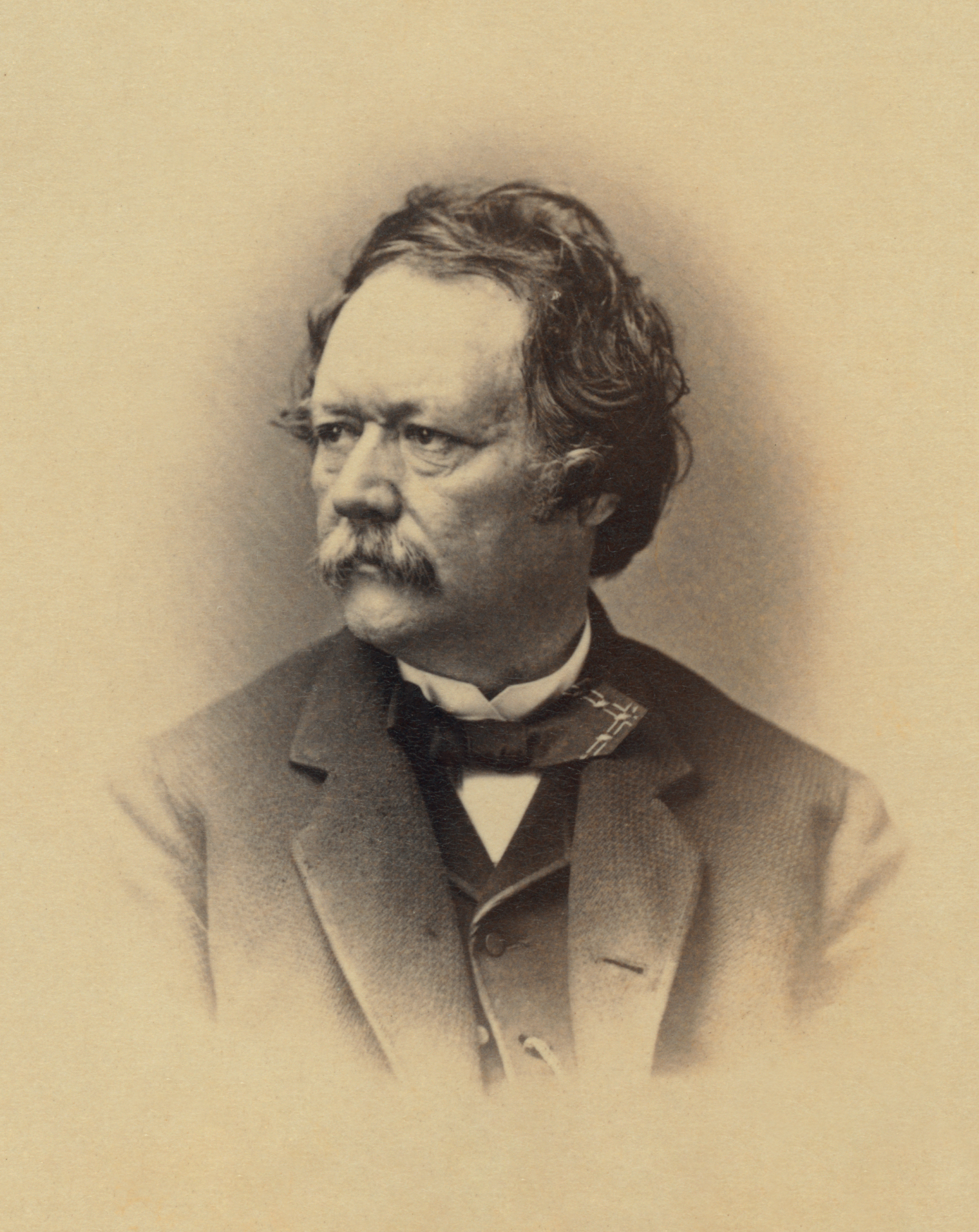
Henry G. Stebbins

Henry George Stebbins (* 15. September 1811 in Ridgefield, Connecticut; † 9. Dezember 1881 in New York City) war ein US-amerikanischer Politiker. Er vertrat in den Jahren 1863 und 1864 den Bundesstaat New York im US-Repräsentantenhaus.

## Werdegang
Henry George Stebbins wurde neun Monate vor dem Ausbruch des Britisch-Amerikanischen Krieges in Ridgefield geboren und wuchs dort auf. Er besuchte Privatschulen und zog dann nach New York, wo er dem Bankgeschäft nachging. Ein Jahr nach dem Ausbruch des Mexikanisch-Amerikanischen Krieges verpflichtete er sich im zwölften Infanterieregiment der Nationalgarde von New York und diente dort als Colonel bis zu seinem Ausscheiden im Jahr 1855. Er arbeitete als Börsenmakler und war zwischen 1851 und 1852, dann zwischen 1858 und 1859 und zuletzt zwischen 1863 und 1864 Präsident der New York Stock Exchange.
Politisch gehörte er der Demokratischen Partei an. Bei den Kongresswahlen des Jahres 1862 wurde Stebbins im ersten Wahlbezirk von New York in das US-Repräsentantenhaus in Washington, D.C. gewählt, wo er am 4. März 1863 die Nachfolge von Edward H. Smith antrat. Allerdings trat er am 24. Oktober 1864 von dieser Stellung zurück. Während seiner Zeit als Kongressabgeordneter war er Mitglied im Committee on Ways and Means. Stebbins war Kurator (trustee) des American Museum of Natural History und Präsident der Atlantic and Great Western Railway, der Dramatic Fund Association, der Academy of Music und der Central Park Commission. Er verstarb am 9. Dezember 1881 und wurde dann auf dem Green-Wood Cemetery in Brooklyn beigesetzt.